# Estación de León
Estación de León vasútállomás Spanyolországban, León településen.

## Vasútvonalak
Az állomást az alábbi vasútvonalak érintik:
- León-A Coruña-vasútvonal
- Venta de Baños-Gijón-vasútvonal
- León–Gijón-vasútvonal

## Kapcsolódó állomások
A vasútállomáshoz az alábbi állomások vannak a legközelebb: